# トグリル
トグリル(モンゴル語: Toγril,? - ？)とは、13世紀初頭にモンゴル帝国に仕えたスルドス部出身の千人隊長の一人。
『集史』などのペルシア語史料ではطغریل(Ṭughrīl)と記される。

## 概要
『集史』「スルドス部族志」によると、トグリルは幼い頃のチンギス・カンの命を救ったソルカン・シラの一族であったという。『元朝秘史』などには言及がないが、『集史』「チンギス・カン紀」の千人隊長一覧では右翼9番目の千人隊長として名前が挙げられている。
トグリルの息子はチャランという名前で、バウルチとして第4代皇帝モンケに仕えていた。1259年にモンケが急死すると、その弟クビライとアリク・ブケとの間で帝位継承戦争が勃発し、チャランはアリク・ブケ派についた。チャランはアリク・ブケ派の中でもブルガイやアラムダールに並ぶ中心的人物であったようで、内戦がクビライ派の勝利に終わると、「アリク・ブケに悪事を唆した」として処刑されている。
しかし、チャランの処刑によってスルドス部とアリク・ブケ家との関係が断たれたわけではなく、『集史』「クビライ・カアン紀」の「メリク・テムルの御家人一覧」では1,5,6,17番目の千人隊長がスルドス部族出身であったと記されており、メリク・テムル・ウルスにおいてスルドス部が重要な位置を占めていたことが窺える。